# Barney Phillips
Barney Phillips, nato Bernard Philip Ofner (Saint Louis, 20 ottobre 1913 – Los Angeles, 17 agosto 1982), è stato un attore statunitense.
Ha recitato in oltre 30 film dal 1937 al 1982 ed è apparso in oltre 130 produzioni televisive dal 1951 al 1982. È stato accreditato anche con i nomi Bernard Philipps, Barnet Phillips, Barnye Phillips e Bernard Phillips.

## Biografia
Barney Phillips nacque a St. Louis, in Missouri, il 20 ottobre 1913.
Per la televisione, interpretò, tra gli altri, il ruolo del sergente Ed Jacobs in 9 episodi della serie televisiva Dragnet nel 1952 (più un altro episodio del 1951 con un altro ruolo), del tenente Sam Geller in 5 episodi della serie Johnny Midnight nel 1960, del tenente Avery in 7 episodi della serie The Brothers Brannagan dal 1960 al 1961, di Lou Rickabaugh in 3 episodi della serie Le leggendarie imprese di Wyatt Earp dal 1960 al 1961, del sergente Steiner in un doppio episodio della serie The New Breed nel 1962, del dottor Donald Kaiser in 27 episodi della serie Twelve O'Clock High dal 1964 al 1967, di Fletcher Huff in 14 episodi della serie The Betty White Show dal 1977 al 1978 e numerosi altri personaggi secondari o ruoli da guest star in molti episodi di serie televisive dagli anni 50 al 1981.
La sua ultima apparizione sul piccolo schermo avvenne nell'episodio Dukescam Scam della serie televisiva Hazzard, andato in onda il 1º gennaio 1982, che lo vede nel ruolo del giudice Buford Potts (ruolo che aveva già ricoperto in un altro episodio andato in onda nell'ottobre dell'anno precedente), mentre per il grande schermo l'ultima interpretazione risale al film O'Hara's Wife del 1982.
Morì a Los Angeles, in California, il 17 agosto 1982.

## Filmografia

### Cinema
- Black Aces, regia di Buck Jones (1937)
- The Judge, regia di Elmer Clifton (1949)
- La danza proibita (Little Egypt), regia di Frederick de Cordova (1951)
- I miei sei forzati (My Six Convicts), regia di Hugo Fregonese (1952)
- Il capitalista (Has Anybody Seen My Gal), regia di Douglas Sirk (1952)
- Ruby fiore selvaggio (Ruby Gentry), regia di King Vidor (1952)
- Otto uomini di ferro (Eight Iron Men), regia di Edward Dmytryk (1952)
- Down Among the Sheltering Palms, regia di Edmund Goulding (1953)
- Il muro di vetro (The Glass Wall), regia di Maxwell Shane (1953)
- Il 49º uomo (The 49th Man), regia di Fred F. Sears (1953)
- Assassinio premeditato (A Blueprint for Murder), regia di Andrew L. Stone (1953)
- The All American, regia di Jesse Hibbs (1953)
- Notte di terrore (The Night Holds Terror), regia di Andrew L. Stone (1955)
- Brooklyn chiama polizia (The Naked Street), regia di Maxwell Shane (1955)
- La giungla del quadrato (The Square Jungle), regia di Jerry Hopper (1955)
- La grande prigione (Behind the High Wall), regia di Abner Biberman (1956)
- Salva la tua vita! (Julie), regia di Andrew L. Stone (1956)
- Drango, regia di Hall Bartlett, Jules Bricken (1957)
- La vera storia di Jess il bandito (The True Story of Jesse James), regia di Nicholas Ray (1957)
- I Was a Teenage Werewolf, regia di Gene Fowler Jr. (1957)
- Lama alla gola (Cry Terror!), regia di Andrew L. Stone (1958)
- Solo contro i gangsters (Gang War), regia di Gene Fowler Jr. (1958)
- Kathy O', regia di Jack Sher (1958)
- Infamia sul mare (The Decks Ran Red), regia di Andrew L. Stone (1958)
- The Threat, regia di Charles R. Rondeau (1960)
- Della, regia di Robert Gist (1964)
- Quelli della San Pablo (The Sand Pebbles), regia di Robert Wise (1966)
- Dealing: Or the Berkeley-to-Boston Forty-Brick Lost-Bag Blues, regia di Paul Williams (1972)
- Omicidio per un dirottamento (This Is a Hijack), regia di Barry Pollack (1973)
- La gang della spider rossa (No Deposit, No Return), regia di Norman Tokar (1976)
- Al di là della ragione (Beyond Reason), regia di Telly Savalas (1977)
- O'Hara's Wife, regia di William Bartman (1982)

### Televisione
- Dragnet – serie TV, 10 episodi (1951-1952)
- I Married Joan – serie TV, 4 episodi (1953-1955)
- Our Miss Brooks – serie TV, un episodio (1954)
- Four Star Playhouse – serie TV, un episodio (1954)
- The Public Defender – serie TV, un episodio (1954)
- The Lone Wolf – serie TV, 2 episodi (1954)
- Lux Video Theatre – serie TV, 5 episodi (1955-1957)
- Treasury Men in Action – serie TV, un episodio (1955)
- The Man Behind the Badge – serie TV, 2 episodi (1955)
- Scienza e fantasia (Science Fiction Theatre) – serie TV, episodio 1x31 (1955)
- Lucy ed io (I Love Lucy) – serie TV, un episodio (1955)
- The 20th Century-Fox Hour – serie TV, episodi 1x16-2x13 (1956-1957)
- Gunsmoke – serie TV, 8 episodi (1956-1963)
- Have Camera Will Travel – film TV (1956)
- Crusader – serie TV, episodio 1x23 (1956)
- The Star and the Story – serie TV, episodio 2x15 (1956)
- I segreti della metropoli (Big Town) – serie TV, 2 episodi (1956)
- Telephone Time – serie TV, episodio 1x16 (1956)
- The Millionaire – serie TV, un episodio (1956)
- Il tenente Ballinger (M Squad) – serie TV, episodi 1x05-1x17 (1957-1958)
- General Electric Theater – serie TV, 2 episodi (1957-1958)
- The Adventures of Ozzie & Harriet – serie TV, 8 episodi (1957-1958)
- Climax! – serie TV, episodio 3x33 (1957)
- The Court of Last Resort – serie TV, episodio 1x01 (1957)
- Letter to Loretta – serie TV, 5 episodi (1958-1961)
- Indirizzo permanente (77 Sunset Strip) – serie TV, 3 episodi (1958-1963)
- Avventure in elicottero (Whirlybirds) – serie TV, un episodio (1958)
- Mike Hammer – serie TV, un episodio (1958)
- Peter Gunn – serie TV, episodio 1x04 (1958)
- Steve Canyon – serie TV, un episodio (1958)
- Flight – serie TV, episodio 1x30 (1958)
- Have Gun - Will Travel – serie TV, 4 episodi (1959-1960)
- The Lineup – serie TV, un episodio (1959)
- Behind Closed Doors – serie TV, un episodio (1959)
- State Trooper – serie TV, un episodio (1959)
- Markham – serie TV, 3 episodi (1959)
- 21 Beacon Street – serie TV, un episodio (1959)
- Black Saddle – serie TV, 2 episodi (1959)
- Le leggendarie imprese di Wyatt Earp (The Life and Legend of Wyatt Earp) – serie TV, 3 episodi (1960-1961)
- The Brothers Brannagan – serie TV, 7 episodi (1960-1961)
- Ai confini della realtà (The Twilight Zone) – serie TV, 4 episodi (1960-1963)
- This Man Dawson – serie TV, episodio 1x13 (1960)
- Johnny Midnight – serie TV, 5 episodi (1960)
- Outlaws – serie TV, un episodio (1960)
- Tales of Wells Fargo – serie TV, un episodio (1960)
- Hawaiian Eye – serie TV, episodio 2x01 (1960)
- The Law and Mr. Jones – serie TV, un episodio (1960)
- Perry Mason – serie TV, 2 episodi (1961-1962)
- Peter Loves Mary – serie TV, un episodio (1961)
- Hong Kong – serie TV, episodio 1x17 (1961)
- Michael Shayne – serie TV episodio 1x22 (1961)
- I detectives (The Detectives) – serie TV, un episodio (1961)
- The Andy Griffith Show – serie TV, un episodio (1961)
- The Aquanauts – serie TV, un episodio (1961)
- Scacco matto (Checkmate) – serie TV, 4 episodi (1961)
- King of Diamonds – serie TV, un episodio (1961)
- L'ora di Hitchcock (The Alfred Hitchcock Hour) – serie TV, 3 episodi (1962-1964)
- Death Valley Days – serie TV, un episodio (1962)
- The New Breed – serie TV, episodi 1x18-1x19 (1962)
- Surfside 6 – serie TV, episodio 2x31 (1962)
- Ben Casey – serie TV, episodio 2x12 (1962)
- Il fuggiasco (The Fugitive) – serie TV, 2 episodi (1963-1967)
- The Dick Van Dyke Show – serie TV, un episodio (1963)
- Gli intoccabili (The Untouchables) – serie TV, un episodio (1963)
- Sotto accusa (Arrest and Trial) – serie TV, episodio 1x09 (1963)
- Twelve O'Clock High – serie TV, 27 episodi (1964-1967)
- The Crisis (Kraft Suspense Theatre) – serie TV, un episodio (1964)
- Selvaggio west (The Wild Wild West) – serie TV, episodio 1x06 (1965)
- Squadra speciale anticrimine (Felony Squad) – serie TV, 7 episodi (1967-1968)
- Le spie (I Spy) – serie TV, un episodio (1967)
- Shazzan – serie TV, 9 episodi (1967)
- Gli invasori (The Invaders) – serie TV, 2 episodi (1967)
- The Banana Splits Adventure Hour – serie TV (1968)
- Adam-12 – serie TV, 2 episodi (1969-1974)
- Get Smart – serie TV, un episodio (1969)
- The Doris Day Show – serie TV, 2 episodi (1969)
- Mod Squad, i ragazzi di Greer (The Mod Squad) – serie TV, un episodio (1969)
- Mannix – serie TV, un episodio (1969)
- Dan August – serie TV, 6 episodi (1970-1971)
- Marcus Welby (Marcus Welby, M.D.) – serie TV, un episodio (1970)
- Mr. Deeds Goes to Town – serie TV, un episodio (1970)
- Il virginiano (The Virginian) – serie TV, episodio 8x20 (1970)
- Uncle Sam Magoo – film TV (1970)
- Run, Simon, Run – film TV (1970)
- Lo sceriffo del sud (Cade's County) – serie TV, 4 episodi (1971-1972)
- Cannon – serie TV, 4 episodi (1971-1976)
- Longstreet – serie TV, un episodio (1971)
- Inside O.U.T. – film TV (1971)
- Hawaii squadra cinque zero (Hawaii Five-O) – serie TV, un episodio (1971)
- Love, American Style – serie TV, un episodio (1971)
- Colombo (Columbo) – serie TV, un episodio (1971)
- A Death of Innocence – film TV (1971)
- O'Hara, U.S. Treasury – serie TV, un episodio (1972)
- The Jimmy Stewart Show – serie TV, un episodio (1972)
- Difesa a oltranza (Owen Marshall, Counselor at Law) – serie TV, un episodio (1972)
- Bonanza – serie TV, un episodio (1972)
- Le strade di San Francisco (The Streets of San Francisco) – serie TV, un episodio (1972)
- Beg, Borrow, or Steal – film TV (1973)
- Keep an Eye on Denise – film TV (1973)
- Shirts/Skins – film TV (1973)
- Insight – serie TV, un episodio (1974)
- Sulle strade della California (Police Story) – serie TV, un episodio (1974)
- Il cacciatore (The Manhunter) – serie TV, un episodio (1974)
- Medical Center – serie TV, 2 episodi (1974)
- Petrocelli – serie TV, un episodio (1974)
- Devlin – serie TV (1974)
- Mobile Two – film TV (1975)
- Barnaby Jones – serie TV, 2 episodi (1976-1978)
- Brinks: The Great Robbery – film TV (1976)
- Law of the Land – film TV (1976)
- Bert D'Angelo Superstar (Bert D'Angelo/Superstar) – serie TV, un episodio (1976)
- The Betty White Show – serie TV, 14 episodi (1977-1978)
- The Amazing Howard Hughes – film TV (1977)
- The All-New Super Friends Hour – serie TV, un episodio (1977)
- Jana della giungla – serie TV, 13 episodi (1978)
- Lou Grant – serie TV, 2 episodi (1979-1982)
- Angeli volanti (Flying High) – serie TV, un episodio (1979)
- The Popeye Valentine Special: Sweethearts at Sea – film TV (1979)
- Il giovane Maverick (Young Maverick) – serie TV, un episodio (1979)
- Fantasilandia (Fantasy Island) – serie TV, un episodio (1979)
- The New Fred and Barney Show – serie TV (1979)
- Trapper John (Trapper John, M.D.) – serie TV, 2 episodi (1980-1981)
- Dan August: Once Is Never Enough – film TV (1980)
- Giorno per giorno (One Day at a Time) – serie TV, un episodio (1980)
- Vega$ – serie TV, un episodio (1980)
- Hazzard (The Dukes of Hazzard) – serie TV, 2 episodi (1981-1982)
- CHiPs – serie TV, un episodio (1981)
- The Girl, the Gold Watch & Dynamite – film TV (1981)
- No Man's Valley – film TV (1981)
- Daniel Boone – film TV (1981)